# Ancylotrypa kateka
Ancylotrypa kateka là một loài nhện trong họ Cyrtaucheniidae. Loài này phân bố ờ Congo.